# Christiana Cunradina
Christiana Cunradina (eigentlich Christiana Cunradi; geborene Christiana Tilesius; * 25. September 1591 in Brieg; † 25. September 1625  in Breslau) war eine deutsche Dichterin aus Schlesien.

## Leben
Christiana Cunradina war die Tochter von Melchior Tilesius (1554–1603), der Rektor des Gymnasiums in Brieg war. Sie lernte früh lesen und schreiben und galt als gebildete Frau ihrer Zeit. Der evangelische Geistliche Johann Caspar Eberti beschrieb sie in seinem 1727 erschienenen Werk Schlesiens Hoch- und Wohlgelehrtes Frauenzimmer als „klug und vernünftig“.  Ihre Eltern starben früh. 1607 heiratete sie den Arzt, Historiker und Lyriker Caspar Cunradi (1571–1633) und brachte zehn Kinder zur Welt. Ihr ältester Sohn Christian Cunrad (1608–1671) war Arzt und Dichter; ihr zweitältester Sohn Johann Henrich Cunrad (1612–1685) war schlesischer Historiker. Sein Werk Silesia Togata erschien 1704 in Liegnitz.
Von ihren eigenen Werken ist das Kirchenlied  Herr Christ, dein bin ich eigen von Anbeginn der Welt erhalten. Möglicherweise war auch ihr Ehemann dessen Verfasser. Das Lied wurde erstmals ohne Namensnennung 1626 in Ara manalis veröffentlicht, ebenso ohne Verfassernamen erschien es  postum 1644 in Breslau in der Geistlichen Kirchen- und Hauß-music von Georg Baumann im Abschnitt Umb den Schutz der christlichen Kirchen und Erlangung deß lieben Friedens. 1711 nannte Georg Scultetus in Hymnopei Silesiorum Christiana Cunradina als Verfasserin. Paul Pressel (1824–1898), Theologe aus Tübingen, veröffentlichte es in Die geistliche Dichtung von Luther bis Klopstock  und nannte sie als Verfasserin. Auf vier Verse verkürzt wurde es in das Evangelische Gesangbuch aufgenommen. Das Lied hat insgesamt sieben Verse, die jeweils mit der Zeile Herr Christ, dein bin ich eigen beginnen. Die beiden letzten Verse lauten in Das Evangelische Trostlied und der Trost evangelischen Liedes um die Zeit des dreißigjährigen Krieges (1862):

„
Herr Christ, dein bin ich eigen
In alle Ewigkeit
Dein Güte zu erzeigen,
Mich von dir nicht abscheid.
Den Teufel, Welt und Sünden
Weil sie mir fast nachstelln,
Hilf du mir überwinden,
Auf daß sie mich nicht fälln.
Herr Christ, dein bin ich eigen
Im Leben und im Tod,
Wirst mir dein Güt erzeigen
Auch in des Todes Noth,
Daß sänftiglich abscheide
Die Seel von meinem Leib
Zu dir in die ewig Freude
Und bei dir ewig bleib.“